# Skoky do vody na mistrovství Evropy v plaveckých sportech 1931
Závody v skocích do vody na mistrovství Evropy v plaveckých sportech za rok 1931 proběhly v Paříži, Francie ve dnech 23. až 30. srpna 1931.

## Československá stopa
Československo reprezentoval Július Balász (*1901) z pražského klubu ŽSK Hagibor. V disciplíně skoku z 10 m věže obsadil 7. místo z 11 závodníků.
Příhláška do závodu se posílala několik týdnů před závodem a v startovních listinách figurovali dále Václav Kácl, Josef Nesvadba a Bohuslava Marklová. Ti však do Paříže neodjeli pravděpodobně z finančních důvodů.

## Výsledky
| Muži              | Zlato                    | Zlato  | Stříbro                    | Stříbro | Bronz                            | Bronz  |
| ----------------- | ------------------------ | ------ | -------------------------- | ------- | -------------------------------- | ------ |
| Skoky z 3 m prkna | Ewald Riebschläger (GER) | 136,22 | Maurice Lepage (FRA)       | 135,32  | Wilhelm Neumann (GER)            | 134,38 |
| Skoky z 10 m věže | Josef Staudinger (AUT)   | 111,82 | Wilhelm Neumann (GER)      | 108,90  | Ewald Riebschläger (GER)         | 107,96 |
| Ženy              | Zlato                    | Zlato  | Stříbro                    | Stříbro | Bronz                            | Bronz  |
| Skoky z 3 m prkna | Olga Jordanová (GER)     | 77,00  | Magdalene Epplyová (AUT)   | 72,86   | Berta Schlüterová (GER)          | 69,94  |
| Skoky z 10 m věže | Magdalene Epplyová (AUT) | 34,28  | Ingeborg Sjöqvistová (SWE) | 32,62   | Renée Crettéová-Flavierová (FRA) | 32,04  |

## Medailová bilance
Ve skocích do vody se rozdělily celkem 4 sady medailí.
| Pořadí | Stát               |       | Muži    | Muži  | Muži  |         | Ženy  | Ženy  | Ženy    |       | Muži + Ženy | Muži + Ženy | Muži + Ženy | Celkem |
| Pořadí | Stát               | Zlato | Stříbro | Bronz | Zlato | Stříbro | Bronz | Zlato | Stříbro | Bronz |             |             |             | Celkem |
| ------ | ------------------ | ----- | ------- | ----- | ----- | ------- | ----- | ----- | ------- | ----- | ----------- | ----------- | ----------- | ------ |
| 1.     | Německá říše (GER) |       | 1       | 1     | 2     |         | 1     | 0     | 1       |       | 2           | 1           | 3           | 6      |
| 2.     | Rakousko (AUT)     |       | 1       | 0     | 0     |         | 1     | 1     | 0       |       | 2           | 1           | 0           | 3      |
| 3.     | Francie (FRA)      |       | 0       | 1     | 0     |         | 0     | 0     | 1       |       | 0           | 1           | 1           | 2      |
| 4.     | Švédsko (SWE)      |       | 0       | 0     | 0     |         | 0     | 1     | 0       |       | 0           | 1           | 0           | 1      |
| Celkem | Celkem             |       | 2       | 2     | 2     |         | 2     | 2     | 2       |       | 4           | 4           | 4           | 12     |